# Zaugme Clothing
Zaugme é uma marca brasileira de roupas e acessórios masculinos.
Fundada no Rio de Janeiro, 10 de outubro de 2007.

## Origem
O nome surgiu através da mistura das letras do nome do proprietário da marca: José Augusto Guimarães Rezende,também conhecido como: Augusto gRezende.

## História
A Zaugme iniciou com sede no subúrbio Vila da Penha, Rio de Janeiro, Brasil.
As peças são pesquisadas e desenvolvidas com o intuito de inovar e ser único para quem vê e veste. Tem como principais produtos camisas e regatas. A seleção das modelagens, cores e estampas, são feitas de forma detalhada, com estilo próprio, para que haja uma perfeita harmonia.

## Conceito
A Zaugme traz um estilo Imperial Moderno e mostra a verdadeira identidade de um Rei, fazendo com que as pessoas tenham o foco masculino de forma mais forte e ostentador.

## Evolução
A marca hoje possui um showroom situado no Méier, Rio de Janeiro, onde expõe seus trabalhos de vestuário completo masculino: camisas, regatas, calças, bermudas, tênis e seus acessórios.
O estilo da marca é despojado e moderno e abrange diferentes linhas nas coleções.
A marca representa status, poder e o que há de mais elegante para o dia a dia de um homem. O caimento é perfeito, e  proporciona o bem estar de quem usa.